# Петоклетъчник
Петоклетъчникът или пентахорон е геометрична фигура в четиримерното пространство ограничена от пет четиристена, всеки от които се допира до другите с една от стените си. Конфигурацията му се записва със следния п-код <1.5.10.10.5>. Връхната фигура е правилен тетраедър. Петриевият многоъгълник е правилен петоъгълник. Себедуален е. Има тетраедрична обвивка.
Може да образува собствената си петоизмерна пита, наричана петоклетъчна четирипита.

## Аналози
- Триъгълник
- Четиристен